# Ixtapilla
Ixtapilla är en ort i Mexiko.   Den ligger i kommunen Aquila och delstaten Michoacán de Ocampo, i den södra delen av landet, 500 km väster om huvudstaden Mexico City. Ixtapilla ligger 15 meter över havet och antalet invånare är 165.
Terrängen runt Ixtapilla är kuperad åt nordost, men västerut är den platt. Havet är nära Ixtapilla åt sydväst. Runt Ixtapilla är det glesbefolkat, med 8 invånare per kvadratkilometer. Närmaste större samhälle är La Ticla, 4,8 km nordväst om Ixtapilla. I omgivningarna runt Ixtapilla växer i huvudsak lövfällande lövskog.